# Antoon Vermeylen
Antoon Frans Vermeylen (Antwerpen, 27 juli 1931 – Boedapest, 19 februari 2012) was een Belgische tekenaar, glazenier en graficus.
Vermeylen genoot zijn opleiding aan de tekenacademie in Berchem en aan de Vakschool voor Kunstambachten in Antwerpen, daarna bezocht hij de Academie voor Schone Kunsten en het Hoger Instituut voor Schone Kunsten in Antwerpen onder leiding van Mark Severin.
Hij leerde het vak van glazenier bij Jan Wouters, waar hij nadien zeven jaar heeft gewerkt. Daarna richtte hij een eigen atelier op waar hij talrijke glasramen vervaardigde en ook restauraties deed aan oude glasramen. Hij was betrokken bij het Hoger Instituut voor Drukkunst van het Plantijngenootschap en studeerde muziek aan het Vlaams Muziekconservatorium in Antwerpen. 
Hij was leraar aan de Vrije Vespertekenschool van Merksem (1954-1973), het Technicum in Antwerpen (1961-1978), het Gemeentelijke Tekenatelier voor Plastische en Toegepaste Kunst in Hove (1970-1993), de Gemeentelijke Academie voor Plastische Kunst in Merksem (1973-1983) en de Stedelijke Academie voor Beeldende Kunsten Merksem (1983-1993).
Vermeylen vervaardigde tientallen ex librissen, boekillustraties en andere kleingrafiek. Hij publiceerde zijn eerste grafiek in het tijdschrift Pijpkruid van Frank-Ivo van Damme en behaalde de Victor Stuyvaert-prijs voor houtgravure (1977), de eerste prijs houtgravure van de internationale wedstrijd "Lucas Cranach de Oude" in Kronach (1983) en de bronzen eremedaille exlibrisbiënale Malbork-Polen (1984 en 1986).
In 2007 werd hij getroffen door een hersenbloeding waardoor hij bijna helemaal verlamd was, maar door een intensieve revalidatie en de wil om weer te werken heeft hij nog talrijke tekeningen linkshandig gemaakt.